# ガッラ・プラキディア

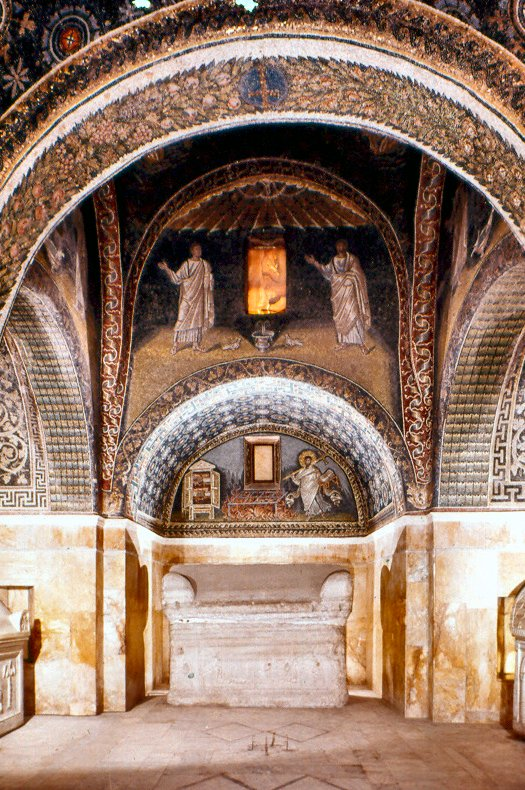
ラヴェンナのガッラ・プラキディア廟堂の内部

アエリア・ガッラ・プラキディア（Aelia Galla Placidia, 390年頃 - 450年11月27日）は、ローマ皇帝テオドシウス1世（大帝）とその後妻ガッラ（ウァレンティニアヌス1世の娘）の娘。アルカディウス帝とホノリウス帝の異母妹である。西ゴート王アタウルフの妃、のち西ローマ皇帝コンスタンティウス3世の皇后。

## 生涯
プラキディアは、テオドシウス1世の将でヴァンダル人のスティリコとその妻セレナのもとで育った。スティリコは西ローマ帝国で事実上の軍のトップとなっており、彼自身によれば東ローマ帝国でもそうであった。408年、スティリコはホノリウス帝に処刑されたが、プラキディアの同意があったか、少なくとも異論なしだったとされる。スティリコの死により、非イタリア人のローマの将兵が西ゴートのアラリック1世の陣営に移り、アラリックの軍はすぐさまイタリアを侵略した。
409年か410年、アラリックによるローマ攻囲の間に、プラキディアは西ゴートの捕虜となった。西ゴート軍によるローマ略奪の間（410年8月24日からの3日間）もプラキディアは連行され、イタリア中をさまよったが、アラリックが死ぬとガリアに移された。
414年1月、プラキディアはアラリックの弟で、その死後に西ゴートの王となったアタウルフとナルボンヌで結婚した。歴史家のヨルダネスは、二人は411年にフォルリで結婚したとしている。ヨルダヌスによる日付は、彼女とアタウルフが事実上の結婚を済ませたときであると思われる。プラキディアが生んだ息子はテオドシウスと名付けられたが、幼児のうちに死にバルセロナに埋葬された。のちにその遺体はローマのサン・ピエトロ大聖堂にある皇帝の霊廟に移された。アタウルフは自分が殺害したゴート人の首領の部下に襲われて重傷を負い、415年の夏、いまわの際にプラキディアをローマ人のもとへ返すよう命じた。416年、ゴート王ワリアはローマ人と条約を結んで支持を得る見返りに、彼女を返還した。
417年1月、兄ホノリウスに強制され、プラキディアは将軍コンスタンティウス（コンスタンティウス3世）と結婚した。2人の間にはウァレンティニアヌス3世となる息子と、娘ユスタ・グラタ・ホノリアが生まれた。421年、夫コンスタンティウスはホノリウスによって共同皇帝に任命されたが、東ローマ帝国はコンスタンティウスの皇帝称号を僭称として認めなかった。激怒したコンスタンティウスは軍団を組織してコンスタンティノープルへ攻め込もうとしたが、遠征の準備が整う前に死亡した。そのためプラキディアは西側ではアウグスタとされ、東側ではアウグスタの僭称者とされた。
コンスタンティウスが死ぬと、今度は兄ホノリウス自身が求婚したが、彼女は子供達を連れてコンスタンティノポリスに逃れた。423年にホノリウスが死ぬと、西ローマ帝国ではヨハンネスが皇帝に即位した。しかし東ローマ帝国のテオドシウス2世が、ゲルマン人の将軍アスパルに命じて西ローマ帝国を襲撃させ、皇帝ヨハンネスや西ローマ帝国の主だった高官らは425年7月までに概ね殺害された。テオドシウス2世は同年10月23日にプラキディアの幼い息子ウァレンティニアヌス3世を自身の傀儡として西方正帝の座に据えた。
彼女は、最初は息子の名の下に統治を行おうとしたが、即位の経緯からプラキディアとウァレンティニアヌス3世は西ローマ帝国の人々から憎悪の対象とされていた。彼女に忠誠を誓う将軍が死んだり蛮族出身のフラウィウス・アエティウスになびいたりするにつれ、帝国の政治はアエティウスの手に落ち、アエティウスはローマ貴族となり後には執政官ともなった。アエティウスはのちに西ローマ帝国をアッティラ率いるフン族から防衛する中心となる。プラキディアは見かけはアエティウスと友好関係を保ったが、西側に支持者のいないプラキディアは、娘ホノリアを元老院議員と結婚させることで元老院に取り入ろうとした。しかし、この企みは失敗し、かえって事態を悪化させることになった。450年の春、ホノリアはフン族の指導者アッティラに手紙と指輪を送り、プラキディアを含む皇族が元老院議員との結婚を強制するので自分を救い出してほしい、と助けを求めたのである。これによりアッティラは、ホノリアの手紙を「合法的な」要請として、狙いをコンスタンティノポリスからイタリアに向けた。プラキディアの最後の行動は、息子のウァレンティニアヌス3世に、ホノリアを殺すよりも追放するよう説得したことである。450年11月にプラキディアは死去し、451年から453年のアッティラによるイタリア略奪を見ることはなかった。アッティラによる略奪はゴート人によるものよりも残虐なものであった。プラキディアが死ぬと西ローマ帝国の人々の憎悪はウァレンティニアヌス3世へと集中した。後にウァレンティニアヌス3世が教会前の広場で暗殺されたとき、その場に居合わせた西ローマ帝国の人々のなかに皇帝を助けようとする者は誰もいなかった。
プラキディアは一生を通じて敬虔なカトリック教徒で、後年にはラヴェンナでいくつかの教会に寄進を行った。ラヴェンナのガッラ・プラキディア廟堂は、1996年にユネスコによって世界遺産に登録されている。